# Усов, Михаил Антонович
Михаи́л Анто́нович У́сов (8 февраля (20 февраля) 1883 — 26 июля 1939) — русский советский геолог, первый из уроженцев Сибири удостоенный звания академика АН СССР (1939). Активный сторонник пульсационной гипотезы развития Земли.
Ученик В. А. Обручева (участвовал в его экспедициях по Джунгарии в 1906, 1908 и 1909 годах) и Франца Левинсона-Лессинга. В 1908 году окончил Томский технологический институт, в 1913 году защитил диссертацию и стал профессором ТТИ, в 1920 году возглавил кафедру геологии. Одновременно с 1921 года по 1930 год руководил Сибирским отделением Геологического комитета. В 1938—1939 годах — директор Всесоюзного научно-исследовательского геологического института (ВСЕГЕИ).
Исследовал геологию Сибири и смежных с ней районов Китая и Монголии, проводил экспертизу золотоносных районов Кузнецкого Алатау и Забайкалья, первым обосновал выделение салаирской складчатости. Определил связи эндогенного рудообразования с плутоническими и вулканическими процессами земной коры.
Автор важнейших для практического использования работ о геологическом строении угленосных районов Кузбасса, происхождении рудных месторождений Сибири, давших возможность оценить запасы кузбасского угля, определить перспективы его промышленной разработки и позволивших перейти к промышленному освоению Кузбасса, строительству Кузнецкого металлургического комбината.

## Биография
Из семьи мещан. Окончил сельскую школу в 1893 году и поступил в Омскую гимназию. В 1901 году окончил гимназию с золотой медалью и хорошими знаниями латинского, греческого, немецкого и французского языков, прибавив к этому впоследствии знание английского языка. В гимназии увлекался художественной литературой, пел в церковном хоре, играл на скрипке. Вместе с ним с медалями окончили гимназию И. М. Ляховецкий (Майский), будущий советский дипломат, и Д. А. Стрельников (серебряная медаль), впоследствии — профессор ТТИ (ТПУ).
В 1908 году окончил горное отделение Томского технологического института (первый выпуск). В 1906, 1908 и 1909 годах участвовал в геологических экспедициях под руководством В. А. Обручева.
В 1911 году направлен на полтора года в столичные вузы страны. В Петербурге занимался в лабораториях крупных учёных, профессоров Ф. Ю. Левинсона-Лессинга и Н. С. Курнакова, изучал влияние физико-химических законов применительно к петрографии.
10 ноября 1913 года при Харьковском университете защитил диссертацию «Описание горных пород Пограничной Джунгарии» на учёную степень магистра минералогии и геогнозии. После защиты диссертации получил приглашение занять кафедру петрографии в Екатеринославском (Днепропетровском) горном институте, но предпочёл остаться в Томске.
С 1 января 1913 года — преподаватель исторической геологии и палеонтологии ТТИ. С 11 ноября 1913 года — и. д. экстраординарного профессора по кафедре палеонтологии и исторической геологии ТТИ.
22 апреля 1915 года утверждён экстраординарным, с 5 июля 1916 года — назначен и. д. ординарного профессора по той же кафедре. Читал студентам горного отделения курсы палеонтологии, физической и исторической геологии, руководил дипломным проектированием, заведовал палеонтологическим кабинетом. Одновременно в 1912—1917 годах преподавал палеонтологию и историческую геологию на Сибирских высших женских курсах.
В 1918 году принял активное участие в организации Сибирского геологического комитета (Сибгеолкома), вошёл в его руководящий состав. В том же году введён в состав Совета по разработке Урало-Кузнецкого проекта, организованного Обществом сибирских инженеров.
С 1921 года по 1929 год — председатель Сибирского отделения Геолкома (после эмиграции П. П. Гудкова из России)
Передав в 1921 году кафедру М. К. Коровину, перешёл на кафедру геологии и петрографии, освободившуюся после отъезда в США профессора П. П. Гудкова, и заведовал ею до 1930 года.
В 1930—1938 годах — заведующий кафедрой общей геологии в СибГРИ (1930—1932), горном (1932—1934) и индустриальном институтах.
С 1 октября 1927 года по 1930 год — директор Западно-Сибирского отделения Всесоюзного Геологического комитета. После его реорганизации в Западно-Сибирское геологическое управление, а затем в Западно-Сибирский геологоразведочный трест назначен заместителем начальника по научной работе, затем — главным научным консультантом (1932—1938). Геолог-консультант производственных и проектных организаций: Сибирского угля, Кузбасстреста, Кузбассугля, Сибирского отделения Шахтстроя (1929—1931).
С 1 апреля 1926 года по 1930 год — старший геолог Сибирского отделения Государственного института по проектированию Тельбесского (Кузнецкого) угольно-металлургического комбината. По заданию Всесоюзного Геолкома составил карту Тельбесского железорудного месторождения, руководил геологоразведочными работами по изысканию железных руд в Горной Шории, угля, флюсов и других видов минерального сырья для Кузнецкого металлургического комбината.
С 21 марта 1926 года — член коллегии Научно-технического управления ВСНХ СССР, с 16 ноября 1927 по 1930 год — член Научно-технического совета ВСНХ СССР по каменноугольной промышленности, член НТС Гипрозема (1928—1930).
С 1932 года — член-корреспондент АН СССР.
В 1934 году присуждена степень доктора геолого-минералогических наук без защиты диссертации.
С 29 января 1939 года — действительный член АН СССР.
С июня 1938 года — директор Всесоюзного научно-исследовательского геологического института (ВСЕГЕИ), заместитель секретаря отделения геолого-географических наук АН СССР.
С января 1939 года — заместитель директора Института геологических наук АН СССР.
Скончался 26 июля 1939 года во время отдыха в санатории № 6 курорта «Белокуриха» от приступа стенокардии, похоронен на Преображенском кладбище, перезахоронен на Южном кладбище Томска.

## Ученик В. А. Обручева
В 1906 году приглашён профессором В. А. Обручевым для участия в геологической экспедиции в Пограничную Джунгарию (Синьдзян). Во время экспедиции под руководством В. А. Обручева ознакомился с полевой геологией, провёл маршрутную геологическую съёмку, изучил горные породы и условия их залегания. По результатам экспедиции выполнил дипломную работу «Граниты Джаира и Джунгарии» и дипломный проект по разведке каменноугольных месторождений. По рекомендации В. А. Обручева оставлен профессорским стипендиатом (аспирантом) при кафедре геологии ТТИ. Летом 1908 года в качестве помощника В. А. Обручева участвовал в проведении студенческой геологической практики в окрестностях Красноярска, где одновременно ознакомился с геологическими отложениями периода докембрия и кембрия в районе Красноярских столбов. В 1909 году совместно с В. А. Обручевым принял участие в третьей геологической экспедиции в Джунгарию. Во время экспедиции вёл геологические наблюдения, выполнил ряд самостоятельных маршрутов. В своей книге «Мои путешествия по Сибири» Обручев писал:

Летом 1909 г. я снова поехал в экспедицию в Пограничную Джунгарию; меня сопровождал уже кончивший институт из числа студентов первого приёма М. А. Усов, в качестве помощника по геологической съёмке; в 1906 г. он также принимал участие, но вёл всё время топографическую маршрутную съёмку. Он оказался самым выдающимся из первого выпуска инженеров Горного отделения, укрепил и развил школу сибирских геологов, основанную мною…
…В истории изучения Западно-Сибирского края двадцатилетие (1919—1938 гг.), в течение которого во главе геологоразведочных сил находился М. А. Усов, с полным основанием должно быть названо «Усовским периодом»…

## Семья
Отец[уточнить] родом из крестьян Владимирской губернии, служил приказчиком в различных торговых заведениях, несколько лет вёл своё собственное торговое дело, доставшееся по наследству от брата в с. Спасском Каинского уезда. Мать — Анна Григорьевна[уточнить].
Жена — Екатерина Филимоновна[уточнить].
- Дочь[уточнить], 1910 года рождения.

## Научная работа
Усов был тесным образом связан с практикой, исследованиями, разведкой и промышленной оценкой месторождений полезных ископаемых. Много лет Усов посвятил изучению каменноугольных месторождений Кузнецкого бассейна, а его работы по тектонике Кузбасса и структурному анализу каменноугольных месторождений приобрели общенаучное значение. Большой интерес представляют его исследования железорудных месторождений, особенно Тельбесского рудного района, являющегося основной местной рудной базой для Кузнецкого металлургического комбината.
Научно-исследовательская деятельность соизмерялась с потребностью производства, с практической геологией.
В 1913—1914 годах по заданию золотопромышленного общества «Монголор» Усов провёл геологическое исследование Кентейского хребта в Монголии.
В апреле 1917 года по предложению горного инженера С. Г. Миллера провёл геологические исследования Фёдоровского и Андреевского отводов Ново-Судженских копей.
В июле—августе 1917 года по поручению Российского золотопромышленного общества вместе с помощником, студентом-практикантом М. К. Коровиным провёл геологическое исследование Саралинского золоторудного района.
В 1919 году по его инициативе было создано бюро учёта и инвентаризации месторождений полезных ископаемых Западной Сибири, материалы которого стали основой для выбора перспективных территорий для проведения разведочных работ.
В 1934 году опубликовал работу «К методике поисков железных руд в горных районах края», которая стала практическим руководством для геологов-поисковиков.
Круг научных интересов Усова охватывал почти все отрасли геологических знаний. Центральное место в них занимают работы по изучению и освоению Кузбасса и его отдельных регионов. Работы Усова по общей тектонике (структуре) бассейна дают полное представление о строении и истории его развития. Созданная им классификация дезъюнктивных нарушений для анализа всех разрывных явлений нашла практическое применение и в Кузбассе, и в других угольных бассейнах и рудных месторождениях. Классическими считаются петрографические работы учёного, посвящённые описанию отдельных магматических комплексов Сибири. Ему принадлежит идея геолого-генетических расчленений всех магматических пород на фации и фазы с учётом законов физикохимии, термодинамики и конкретной геологической обстановки формирования и последующих изменений состава этих пород.
Мировую известность получили работы Усова «Фации и фазы эффузивов» и «Фазы эффузивов», опубликованные в 1924—1925 годах. Для каждой из фаций и фаз магматических пород Усовым была дана геологическая и минерало-геохимическая характеристика. Учение о фациях и фазах магматических пород тесно связано с теорией образования рудных месторождений. Усов внёс в её развитие ряд новых положений и уточнений, дал свою классификацию эндогенных месторождений, которая стала основой для научного обоснования поиска и разведки полезных ископаемых. Основные идеи Усова по региональной геологии нашли отражение в работе «Фазы и циклы тектоники Западно-Сибирского края» (Томск, 1936). Он ввёл понятие геологической формации, которое соответствовало естественно-историческому геологическому образованию, определённому этапу геологического развития данного региона и представляло собой единицу региональной стратиграфии. Его выводы в данной области стали научным продолжением классических исследований крупных отечественных учёных-геологов С. Н. Никитина и Ф. Н. Чернышёва об особенностях региональных стратиграфических подразделений и подразделений международной стратиграфической школы.
Созданная Усовым стратиграфо-тектоно-геохимическая схема Западно-Сибирского края была первой и наиболее полной сводкой и служила долгое время основой для направленной поисково-разведочной работы. Он первым дал описание Салаирской складчатости и Салаирских месторождений полезных ископаемых. В последние годы своей жизни Усов уделял большое внимание разработке общих теоретических проблем геологии, их философскому осмыслению. В отличие от многих учёных того времени, он считал сжатие преобладающим началом в полярных тенденциях (сжатие — расширение) в развитии Земли и на этой основе строил свою пульсационную геотектоническую гипотезу. Он развил общетеоретические положения о фактах тектогенеза и магматических пульсациях как скачках в ходе саморазвития Земли. Эти и другие его теоретические взгляды оказали своё влияние на формирование многих учёных, в последующем создававших теории развития материи Земли.
Автор ряда научно-популярных очерков, как то:
- «О катастрофах в истории Земли» (Природа. 1916. № 14),
- «Тектоническая жизнь Земли» (Там же. 1917. № 1),
- «Войны в истории развития животных» (Знания для всех. 1916. № 1),
- «Геологическая история Кузбасса» (М., 1923).

Активно участвовал в пропаганде научных знаний, выступал с популярными лекциями по общей геологии и полезным ископаемым в ряде городов Сибири, на копях, рудниках, геологических партиях, в рабочих, студенческих аудиториях.
Исследовал Щербинское месторождение (1918—1919), провёл геологическую экспертизу залежей бурого угля в Енисейской губернии.
В 1920—1921 годах исследовал район хребта Чингизтау в Восточном Казахстане.
В 1922 году провёл детальные полевые исследования Анжеро-Судженского, Ленинского, Прокопьевско-Кисилёвского, Осинниковского каменноугольных месторождений. В 1923 году обследовал ряд месторождений угля юга Кузбасса, выполнил геологический разрез берегов реки Томь от реки Бельсу до Томска.
Усов определил связи эндогенного рудообразования с плутоническими и вулканическими процессами земной коры.

### Пульсационная гипотеза
Пульсационная гипотеза геотектонического развития Земли была сформулирована как обобщение гипотез контракции (сжатия) и экспансии (расширения) в 30-е годы XX века одновременно и независимо в работах В. Г. Бухера и М. М. Тетяева.
М. А. Усов существенно развил общетеоретические представления о пульсационном характере развития Земли в собственной концепции «Геотектонической теории саморазвития материи Земли».
Основные положения пульсационной теории были сформулированы М. А. Усовым следующим образом:

1. Земля не потому сжимается, что охлаждается, а потому охлаждается, что сжимается.
2. Тело Земли представляет концентрические геосферы, состоящие из всё более тяжёлых с глубиной атомов, которые образовались в этих зонах соответственно физико-химическим условиям, а не распределились по удельному весу, как готовые элементы, в жидкую фазу Земли.
3. Вещество глубоких зон Земли находится в твёрдом агрегатном состоянии, которое, впрочем, отличается от твёрдого состояния земной коры тем, что при уменьшении давления вещество может перейти в жидкое состояние.
4. Совершенно не приходится противопоставлять твёрдую земную кору жидкой пиросфере, а нужно считать, что магма есть историческое образование, появляющееся в связи с тектоническими движениями.

## Педагогическая деятельность
Студентам горного отделения ТТИ читал курсы по всему спектру геологических дисциплин:
- палеонтологии,
- физической и исторической геологии,
- кристаллографии,
- петрографии,
- петрологии,
- каустобиолитам,
- рудным месторождениям,

Руководил дипломным проектированием, заведовал палеонтологическим кабинетом.
К своим лекциям и выступлениям Усов относился чрезвычайно серьёзно. Тщательно готовился к ним, составлял детально проработанный конспект, представлявший по своей форме и содержанию готовый к печати труд. Его лекции, по воспоминаниям профессора М. К. Коровина, были строго выдержаны по времени и значимости излагаемого материала, насыщены данными последних научных достижений, отличались культурой изложения, сопровождались большим количеством схематических рисунков, иллюстраций, которые он чертил на доске, тем самым достигая высокого уровня наглядности и ясности.

Лекция увлекала Михаила Антоновича, неизменно проходила с высоким подъёмом от начала до конца, он переживал её, что неизбежно передавалось аудитории, которая всегда была органически связана с ним, составляла вместе с ним одно целое… Его лекции играли большую воспитательную роль, пробуждая и воспитывая любовь к геологии, зажигая в слушателях пламя пытливых исследователей.

Другой его ученик академик К. И. Сатпаев в своих воспоминаниях о лекциях Усова писал:

Всё в них было прекрасно: и сама изящность лектора, и его чудесный дар красноречия, и его способность увлекательно и просто излагать сущность самых сложных научных истин, и неумолимая логика и филигранная чеканность мысли, и железная дисциплина… Ни одного лишнего слова, ни одной потерянной минуты — таков был стиль его лекции, так же строго, предельно экономно был запланирован и распорядок всей его жизни. … Стремление получить практический результат, смелость при принятии на себя ответственности при решении практических задач — эти ценные качества воспитывал М. А. Усов у сибирских геологов.

За 30-летний период научно-педагогической деятельности им были подготовлены и в разные годы изданы 7 вузовских учебников и учебных пособий. В их числе:
- Руководство по фёдоровскому оптическому методу. «Историческая геология. Конспект курса» (литограф. изд. Томск, 1914);
- «Геология каустобиолитов: уголь, нефть, графит и алмазы» (Томск,1920) — первое учебное пособие в СССР по этой проблеме;
- «Полезные ископаемые. 1. Рудные месторождения» (Томск, 1928, 1931,1933);
- «Элементы геоморфологии и геологии рыхлых отложений» (Томск, 1934);
- «Структурная геология» (М.-Л., 1940);
- «Введение в геологию» (Алма-Ата, 1950) и др.

В 1906—1917 годах — секретарь Совета ТТИ, в 1917—1922 годах — декан горного факультета ТТИ, в 1922—1926 годах — член правления (проректор) ТТИ по учебной части, в 1928—1938 годах — периодически и. о. заместителя директора (проректор) по учебной работе.
В 1937 году возглавлял комиссию по разработке учебных планов и программ геологоразведочных вузов страны при ВК ВШ.
За период своей деятельности в институте Усовым были подготовлены и воспитаны сотни инженеров-геологов и горняков, составивших основу кадров различных геологических учреждений, служб и поисковых партий Сибири.
Среди его учеников:
- академики: К. И. Сатпаев, Ю. А. Кузнецов, В. А. Кузнецов, М. П. Русаков;
- члены-корреспонденты АН СССР: Ф. Н. Шахов, А. С. Хоментовский, Г. А. Хельквист;
- профессора: Н. Н. Урванцев, Н. Н. Горностаев, М. К. Коровин, И. К. Баженов, Б. Ф. Сперанский, А. Я. Булынников, В. А. Хахлов, М. И. Кучин, И. В. Лебедев, К. В. Радугин, Л. Л. Халфин, Г. Л. Поспелов, И. А. Молчанов и многие другие.

По инициативе Усова на горном факультете ТИИ (ТПУ) в 1930-е годы были созданы новые геологические кафедры: петрографии, рудных месторождений, инженерной геологии и гидрологии и разведки, которые возглавили его ученики — профессора Н. Н. Горностаев, Ф. Н. Шахов, А. М. Кузьмин, Ю. А. Кузнецов.

## Общественная деятельность
Вёл большую общественную работу, был членом и заместителем председателя Томского отделения Общества изучения Сибири и её производительных сил (1927—1930), членом Томского горсовета, пленума Западно-Сибирского крайисполкома, а затем Новосибирского облисполкома.
Принимал активное участие в деятельности городского и краевого бюро ВАРНИТСО, участвовал в работе многих совещаний, съездов, конференций, в том числе 1-го Всероссийского съезда геологов (1922), 1-го Научно-исследовательского Сибирского краевого съезда (1927), 1-го Краевого энергетического съезда Западной Сибири (1932), Конференции по генезису руд железа, марганца и алюминия при АН СССР (1934), XVII сессии Международного геологического конгресса в Москве и Ленинграде (1937), Всесоюзном совещании по геологоразведочному делу (1938).

## Награды и премии
В 1913 году получил медаль «В память 300-летия царствования дома Романовых».

## Память
В Первом корпусе Томского политехнического университета действует кабинет-музей академиков В. А. Обручева и М. А. Усова, а рядом с ним установлен бронзовый бюст М. А. Усову. На Третьем корпусе ТПУ установлена мемориальная доска Михаилу Усову. На базе ТПУ ежегодно проводится Международный научный симпозиум студентов и молодых учёных имени академика М. А. Усова.
Постановлением № 980 Президиума Томского Горсовета РК и КД от 27.10.1933 г. «О 25-летии научной и педагогической деятельности профессора М. А. Усова» было принято решение «переименовать Буткеевскую улицу, на которой находился Сибгеолком, возглавлявшийся профессором Усовым, в улицу его имени».
В честь него назван минерал усовит — Ba2MgAl2F12 — бариевый фтор-алюминат из группы криолита. Обнаружен в 1963 году выпускниками ГРФ ТПИ А. Д. Ножкиным (1958) и В. А. Гавриленко (1966) в верховьях р. Нойбы (левый приток р. Теи в Енисейском кряже) во флюоритовой жиле в ассоциации с зелёной и бесцветной разновидностями флюорита. Минерал находится с ними в тесном взаимопрорастании. Назван в честь Михаила Антоновича Усова.
В 2012 году открыт мемориал памяти Михаила Усова на Южном кладбище Томска.

## Основные публикации
- Усов М. А. Томский метеорит: петрографический этюд // Известия Томского Технологического Института. — 1918—1919. — Т. 40, № 1—3.
- Усов М. А. Геологическое строение района Абаканского железорудного месторождения Енисейской губернии. — Томск: Типография Дома трудолюбия, 1918. — 28 с.
- Усов М. А. Элементы тектоники ленинского района Кузнецкого каменноугольного бассейна. — 1921. — С. 59.
- Усов М. А. Геологическая история Кузнецкого каменноугольного бассейна. — М.: ЦК Всероссийского союза горнорабочих, 1923. — 50 с. — (Библиотека горнорабочего).
- Усов М. А. Фазы эффузивов // Известия Томского Технологического Института. — 1925. — Т. 46, № 1.
- Усов М. А. Фации и фазы интрузивов // Известия Сибирского отделения Геологического комитета. — 1925. — Т. 4, № 3. — С. 1—3.
- Усов М. А. Краткий курс рудных месторождений. — Томск: ИЗДАТКОМ втузов, 1931. — 174 с.
- Усов М. А. Фазы и циклы тектогенеза Западно-Сибирского края. — Томск: Издательство Западно-Сибирского геологического треста, 1936. — 209 с.
- Усов М. А. Тектоника Кузнецкого бассейна // Международный геологический конгресс. СССР, 1937. Труды 17 сессии : материалы конф.. — М.: ГОНТИ, 1939. — Т. 1. — С. 645—646.
- Усов М. А. Геотектоническая теория саморазвития материи Земли // Известия Томского индустриального института : журнал. — 1939. — Т. 60, № 1.
- Усов М. А. Главнейшие геохимические эпохи Западносибирского края // Международный геологический конгресс. СССР, 1937. Труды 17 сессии : материалы конф. /. — М.: ГОНТИ, 1940. — Т. 5. — С. 81—85.
- Усов М. А. Геотектоническая теория саморазвития материи Земли // Известия АН СССР. Серия геологическая. — 1940. — № 1. — С. 3—11.
- Усов М. А. Структурная геология. — Москва — Ленинград: Государственное издательство геологической литературы, 1940. — 135 с.
- Усов М. А. Месторождения железных руд Хакасско-Минусинского края // Известия Томского индустриального института. — 1941. — Т. 62, № 1.

учебные пособия по дисциплинам:
- общая и структурная геология[уточнить]
- историческая геология[уточнить]
- геология каустобиолитов (первое пособие в СССР)[уточнить].